# Mesquita (Rio de Janeiro)
Mesquita é um município da Região Metropolitana do Rio de Janeiro, no estado do Rio de Janeiro, no Brasil. Emancipou-se em 1999 do município vizinho de Nova Iguaçu, sendo o município mais novo da Baixada Fluminense e do estado do Rio de Janeiro. Sua população estimada pelo IBGE no ano de 2021 foi de 177.016 habitantes.

## Topônimo
O nome "Mesquita" é uma referência ao Barão de Mesquita, o proprietário das antigas fazendas que se localizavam na atual região central do município.

## História

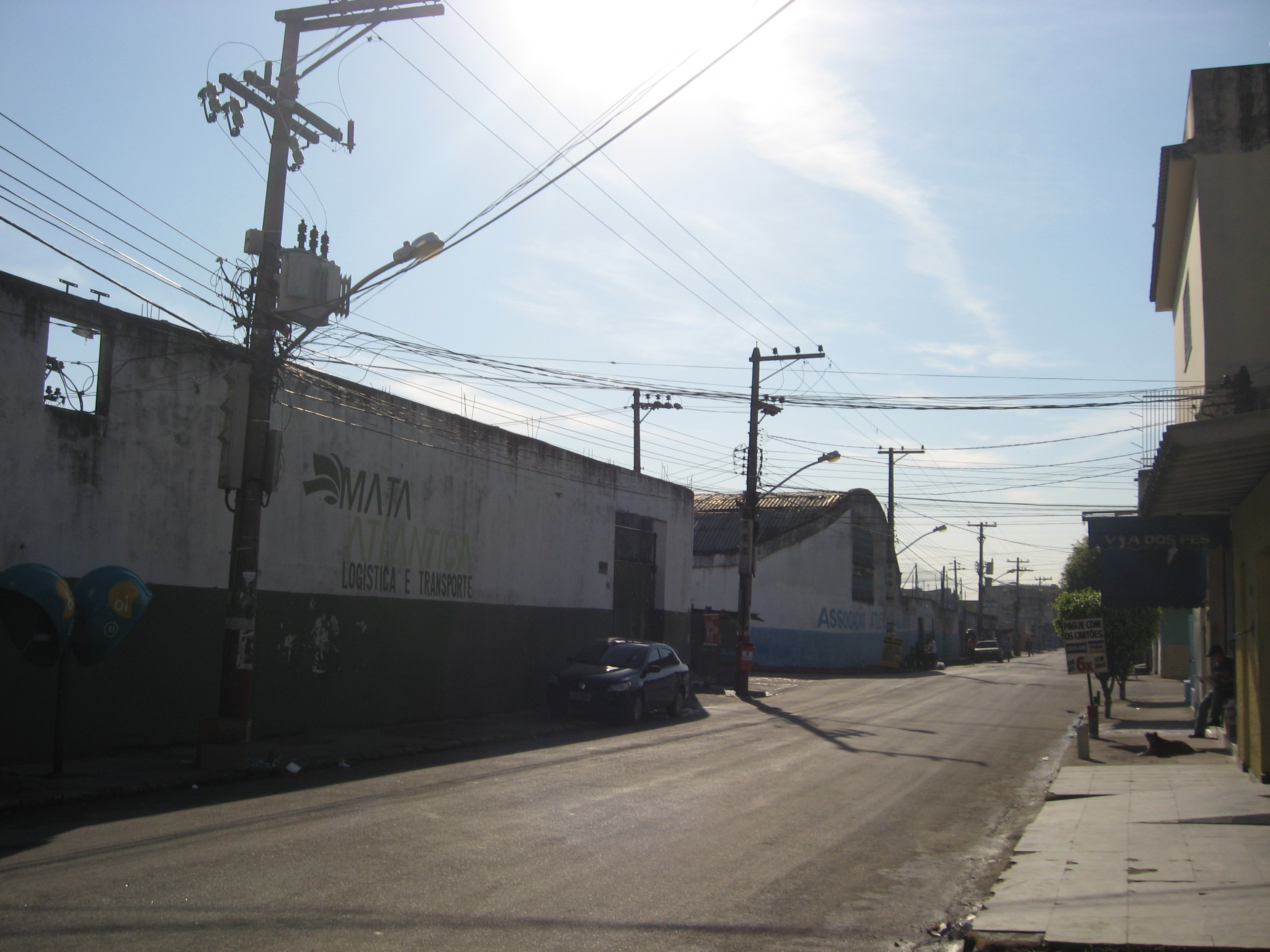
Presidente Juscelino.

Há cerca de 500 anos, a região de Mesquita era habitada pelos índios jacutingas, apelido este dado aos índios locais pelos colonizadores portugueses. Acredita-se que o nome possivelmente surgiu porque os índios locais se enfeitavam com penas de jacutinga, um tipo de ave parecida com a galinha e muito comum na região naquela época.
A decadência dos jacutingas começou quando passaram a participar, junto com outras nações indígenas, de um movimento chamado Confederação dos Tamoios. O motivo deste movimento foi a revolta dos silvícolas diante da ação violenta dos portugueses, provocando mortes e escravidão.

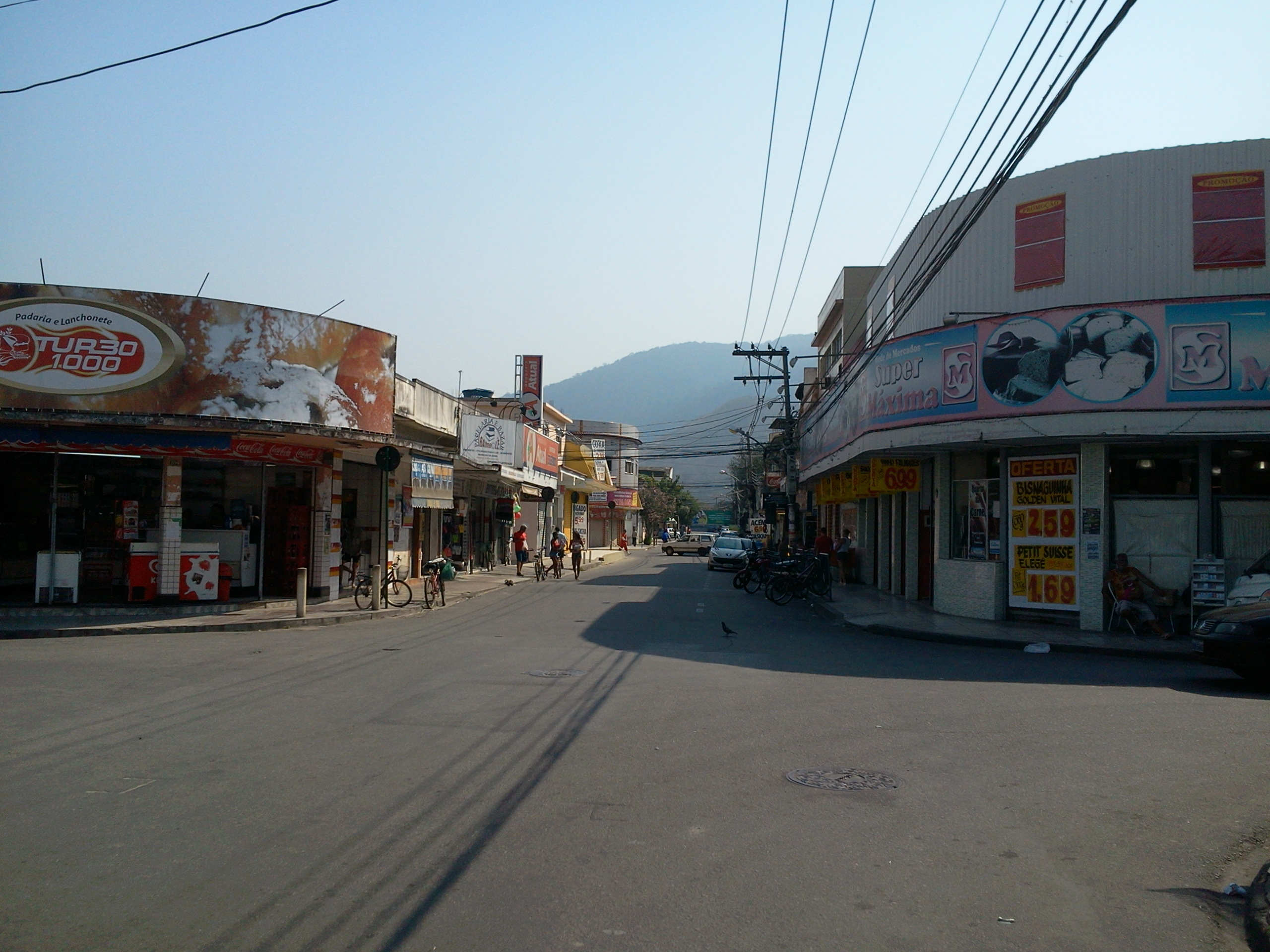
Vila Emil

Na língua tupi, tamuya significa "o avô, o mais velho, o mais antigo". Por isso, essa confederação de chefes chamou-se "Confederação dos Tamuya", que os portugueses transformaram em "Confederação dos Tamoios".
A guerra entre índios e portugueses, seguida de doenças contraídas pelo contato com o branco, dizimou centenas de índios, que lutaram para resistir à escravidão. O bairro de Jacutinga é o único em toda a Baixada Fluminense que ainda preserva a memória dos indígenas.
Fazendo uma viagem de volta ao tempo, descobriremos que as terras já foram verdes, laranjas. Verde dos canaviais, depois a cor que passou a predominar foi a dos laranjais. Por volta de 1700, um engenho já funcionava na descida da Serra da Cachoeira, produzindo açúcar e aguardente com mão de obra escrava.

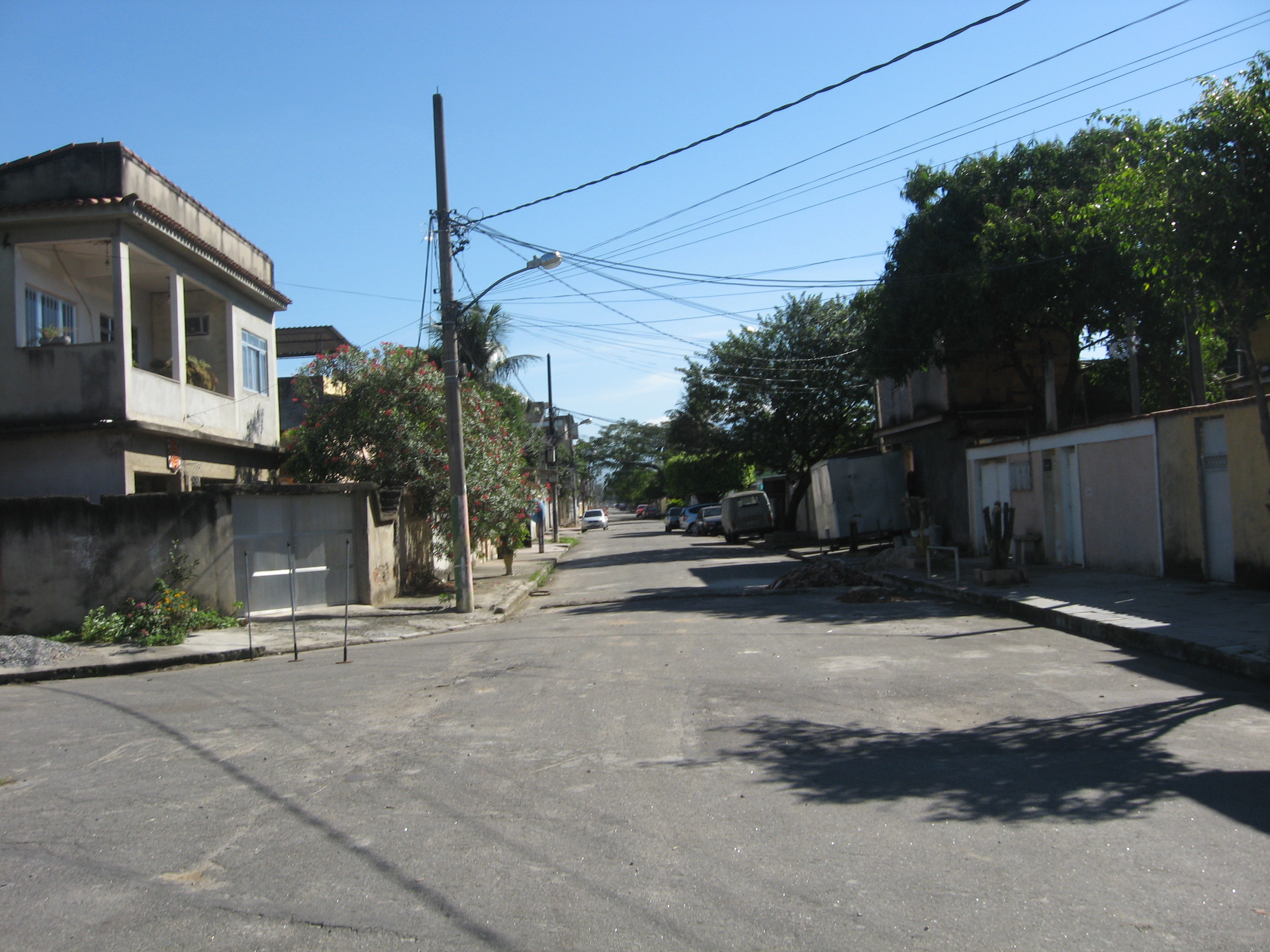
Edson Passos

O engenho era situado onde hoje existe o Parque Municipal e seu proprietário era o capitão Manoel Correa Vasques. As terras de Cachoeira passaram por vários donos, até que foram parar nas mãos de Jerônimo José de Mesquita, o primeiro Barão de Mesquita e, mais tarde, nas mãos de seu herdeiro, Jerônimo Roberto de Mesquita, que viria a ser o segundo Barão de Mesquita.
Em 1884, quando a Estrada de Ferro chegou às terras, a parada de trem passou a se chamar "Barão de Mesquita". Nessa época, as fazendas começaram a não dar mais lucros, principalmente por conta do abolicionismo, e a Fazenda da Cachoeira foi vendida e transformada em chácaras de plantio de laranjas. No início do século XX, surgiram as olarias, atraídas pela qualidade do barro e por áreas alagadas da região.
Durante muitos anos, a paisagem de Mesquita foi formada por laranjais, olarias e poucas residências. Por volta de 1940, a população atingia cerca de 9 109 habitantes, mas a decadência na produção de laranjas provocou a venda das chácaras e começaram a surgir os primeiros loteamentos, entre o pé da serra e a ferrovia. Pouco a pouco, as olarias também deram lugar aos loteamentos e, em 1950, a população havia triplicado para 28 835 habitantes.
No final da década de 1940 e início dos anos 1950, começaram a se estabelecer, em Mesquita, fábricas que ajudaram a impulsionar a economia da região: a Brasferro, metalúrgica de grande porte; a IBT, também metalúrgica e a Pumar, indústria de sombrinhas. Começava o período de industrialização, que iria empregar centenas de moradores mesquitenses.
Em 1999, após uma batalha judicial que envolveu o Comitê Pró-Emancipação, a Câmara de Vereadores e a Prefeitura de Nova Iguaçu, o Tribunal Regional Eleitoral do Rio de Janeiro e o Supremo Tribunal Federal, este último decidiu pela emancipação de Mesquita do município de Nova Iguaçu.
Em 15 de setembro de 1999, foi votado o Projeto de Lei da Emancipação e, em 25 de setembro de 1999, o então governador do estado Anthony Garotinho sancionou a Lei estadual nº 3.253, que criou o município de Mesquita.
As primeiras eleições da cidade ocorreram em 2000, saindo-se vitorioso José Montes Paixão. O município foi instalado em 1 de janeiro de 2001.

## Geografia

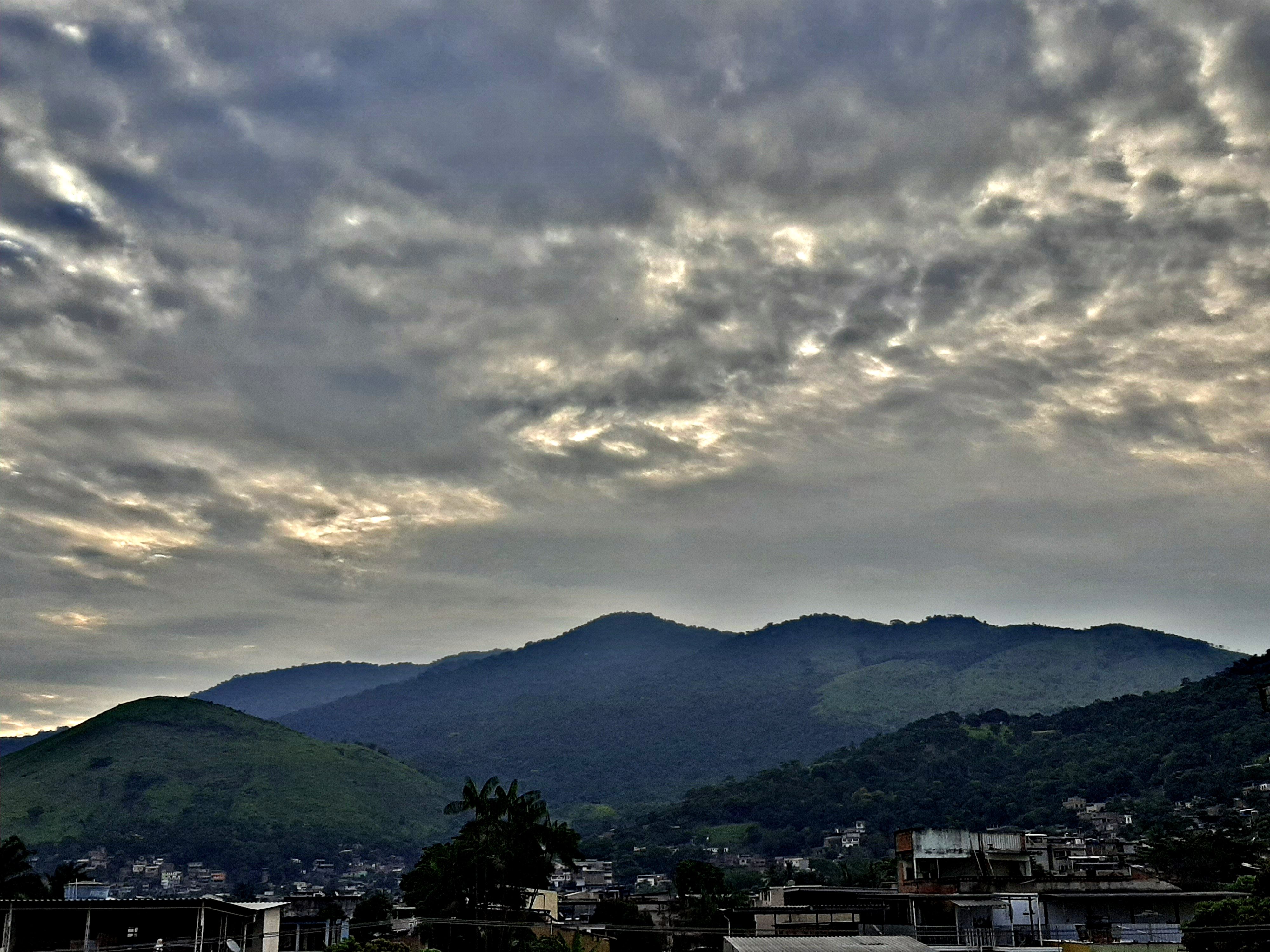
O Maciço do Gericinó-Mendanha domina o panorama do município e abriga diversas cachoeiras, rios e grande parte da fauna e flora da região.

O Parque Municipal de Nova Iguaçu que envolve o Município de Mesquita é o primeiro geoparque do Rio de Janeiro e, nele, está localizada a nascente do Rio Dona Eugênia. Este parque possui uma feição geológica na Serra do Vulcão de Nova Iguaçu. (A feição geológica não é um vulcão, e sim um grande fragmento geológico que se formou com a ação do intemperismo, e somente houve atividade magmática quando a placa tectônica passou por uma veia magmática, causando um derrame magmático, na separação dos continentes América do Sul e África) além de remanescentes da Mata Atlântica. O Maciço do Mendanha domina a paisagem do município. Mesquita também possui muitas cachoeiras e matas. Infelizmente nos últimos anos o município sofreu com o desmatamento, o que influencia na temperatura da região especialmente no verão.

### Climatologia
O clima de Mesquita em boa parte do ano é quente, variando entre ar seco e úmido com a passagem de frentes frias. Durante o ápice do Inverno, meados de Julho, a região registra temperaturas em torno dos 10°C, tendo o seu recorde em 2016 com uma temperatura de 8°C com a passagem de uma forte massa de ar polar em Maio de 2016. No entorno da Mata Atlântica da Serra do Gericinó/Mendanha, uma elevação montanhosa conhecida como popularmente como Monte Horebe, recebeu temperaturas em torno dos 4ºC no inverno e 14°C em dias mais amenos do verão. Portanto é o local mais frio de Mesquita. Em 2024, a cidade também registrou temperaturas muito baixas para a região. Durante a passagem de uma massa de ar polar originária de uma frente fria, a cidade registrou temperaturas de 9ºC nas noites e madrugadas mais frias do mês de Agosto de 2024. Mesquita também recebe muitos volumes de chuva, que se caracterizam entre os meses da primavera e verão. As chuvas em Mesquita podem ocorrer por alguns meios:   
- Passagens de frentes frias (ocorrem durante o ano todo)   
- Passagens de áreas de baixa pressão atmosférica, que produzem nuvens de chuva.   

- Formação de chuva orográfica decorrente da presença da área de mata da serra do Gericinó/Mendanha.     
| Dados climatológicos para Mesquita | Dados climatológicos para Mesquita | Dados climatológicos para Mesquita | Dados climatológicos para Mesquita | Dados climatológicos para Mesquita | Dados climatológicos para Mesquita | Dados climatológicos para Mesquita | Dados climatológicos para Mesquita | Dados climatológicos para Mesquita | Dados climatológicos para Mesquita | Dados climatológicos para Mesquita | Dados climatológicos para Mesquita | Dados climatológicos para Mesquita | Dados climatológicos para Mesquita |
| Mês                                | Jan                                | Fev                                | Mar                                | Abr                                | Mai                                | Jun                                | Jul                                | Ago                                | Set                                | Out                                | Nov                                | Dez                                |                                    |
| ---------------------------------- | ---------------------------------- | ---------------------------------- | ---------------------------------- | ---------------------------------- | ---------------------------------- | ---------------------------------- | ---------------------------------- | ---------------------------------- | ---------------------------------- | ---------------------------------- | ---------------------------------- | ---------------------------------- | ---------------------------------- |
| Temperatura máxima média (°C)      | 29                                 | 30                                 | 29                                 | 28                                 | 26                                 | 26                                 | 25                                 | 26                                 | 26                                 | 28                                 | 28                                 | 29                                 |                                    |
| Temperatura mínima média (°C)      | 22                                 | 23                                 | 22                                 | 21                                 | 19                                 | 18                                 | 17                                 | 18                                 | 19                                 | 20                                 | 21                                 | 22                                 |                                    |
| Precipitação (mm)                  | 179                                | 128                                | 140                                | 99                                 | 70                                 | 49                                 | 50                                 | 41                                 | 84                                 | 100                                | 139                                | 185                                |                                    |
| Fonte: 02 de janeiro de 2013       |                                    |                                    |                                    |                                    |                                    |                                    |                                    |                                    |                                    |                                    |                                    |                                    |                                    |

### Localização
Mesquita limita-se com os municípios de: Nova Iguaçu, a norte; Nilópolis, a sul; Belford Roxo, a leste; São João de Meriti, a sudeste e Rio de Janeiro, a oeste.
O diagrama seguinte representa os municípios periféricos a Mesquita, num raio de 40 km. As distâncias são em linha reta.

## Subdivisões
Em 2009, através da Lei Complementar N° 009, os dezessete bairros do município de Mesquita foram redistribuída em três distritos recém criados.
| Bairros oficiais |                                                                                                  |
| Distrito         | Bairros                                                                                          |
| Centro           | Alto Uruguai • Centro • Chatuba • Coreia • Santa Teresinha                                       |
| Vila Emil        | Cosmorama • Cruzeiro do Sul • Edson Passos • Presidente Juscelino • Vila Emil                    |
| Banco de Areia   | Bairro Industrial • Banco de Areia • BNH • Jacutinga • Rocha Sobrinho • Santo Elias • Vila Norma |

### Administração pública
Poder Executivo
Poder Legislativo
O Poder Legislativo é representado pela câmara municipal, composta por doze vereadores com mandato de 4 anos. Cabe aos vereadores na Câmara Municipal de Mesquita, especialmente fiscalizar o orçamento do município, além de elaborar projetos de lei fundamentais à administração, ao Executivo e principalmente para beneficiar a comunidade.
- Mesa Diretora: Flávio Nakandakare, Nakan - PT (2002); André Taffarel Inácio dos Santos (2007-2012), Flávio Nakandakare, Nakan - PT (01/2013-04/2014), José Eduardo de Faria Júnior, Duda - PPS (04/2014), Ricardo Fried , Dr. Ricardo Fried - PRTB (09/2015)

## Transportes
Os principais acessos rodoviários a Mesquita são a Via Light, que corta o bairros de Cosmorama, Vila Norma, Vila Emil, Banco de Areia, Cruzeiro do Sul, Presidente Juscelino e Santo Elias, e a Rodovia Presidente Dutra, as duas vias expressas que ligam o município de Mesquita à cidade do Rio de Janeiro. O Município possui linhas de ônibus municipais e é servido de linhas intermunicipais. Mesquita também possui Transporte Alternativo feito por Vans e Kombis.

### Ferroviário
Mesquita é cortada pela ferrovia do Ramal de Japeri da Supervia, que a conecta a Central do Brasil, no Centro da capital Fluminense (Cidade do Rio de Janeiro), sendo servida por três estações ferroviárias:
- Edson Passos
- Mesquita
- Presidente Juscelino

## Cultura
Mesquita tem o Centro Cultural Mr. Watkins, no Centro, um espaço público para eventos culturais e pelo menos dois teatros privados. O Centro de Cultura Espírita, no Bairro Sta. Terezinha e o Teatro Cassia Valéria, também no Centro.
Dentre as expressões  de Cultura tradicional temos a Folia de Reis Sete Estrelas do Rosário de Maria e a Sempre Viva do Oriente. A primeira, com cerca de 140 anos de existência e a segunda, criada no final da Década de 90.

### Dramaturgia
O município foi retratado na novela Rock Story, Almir (Evandro Mesquita), pai de Léo (Rafael Vitti), vivia na cidade.

## Esportes

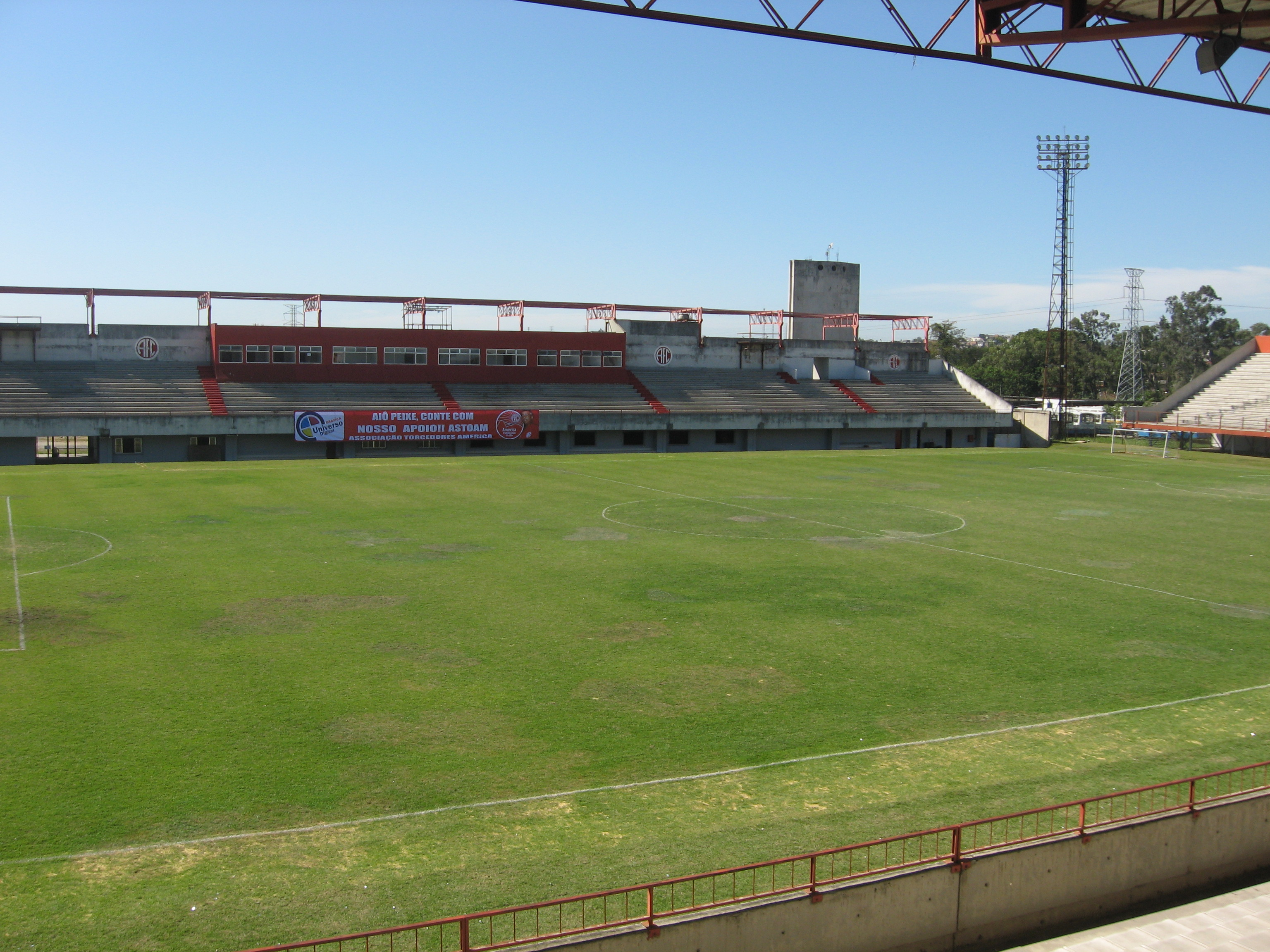
Estádio Giulite Coutinho, palco do America Football Club.

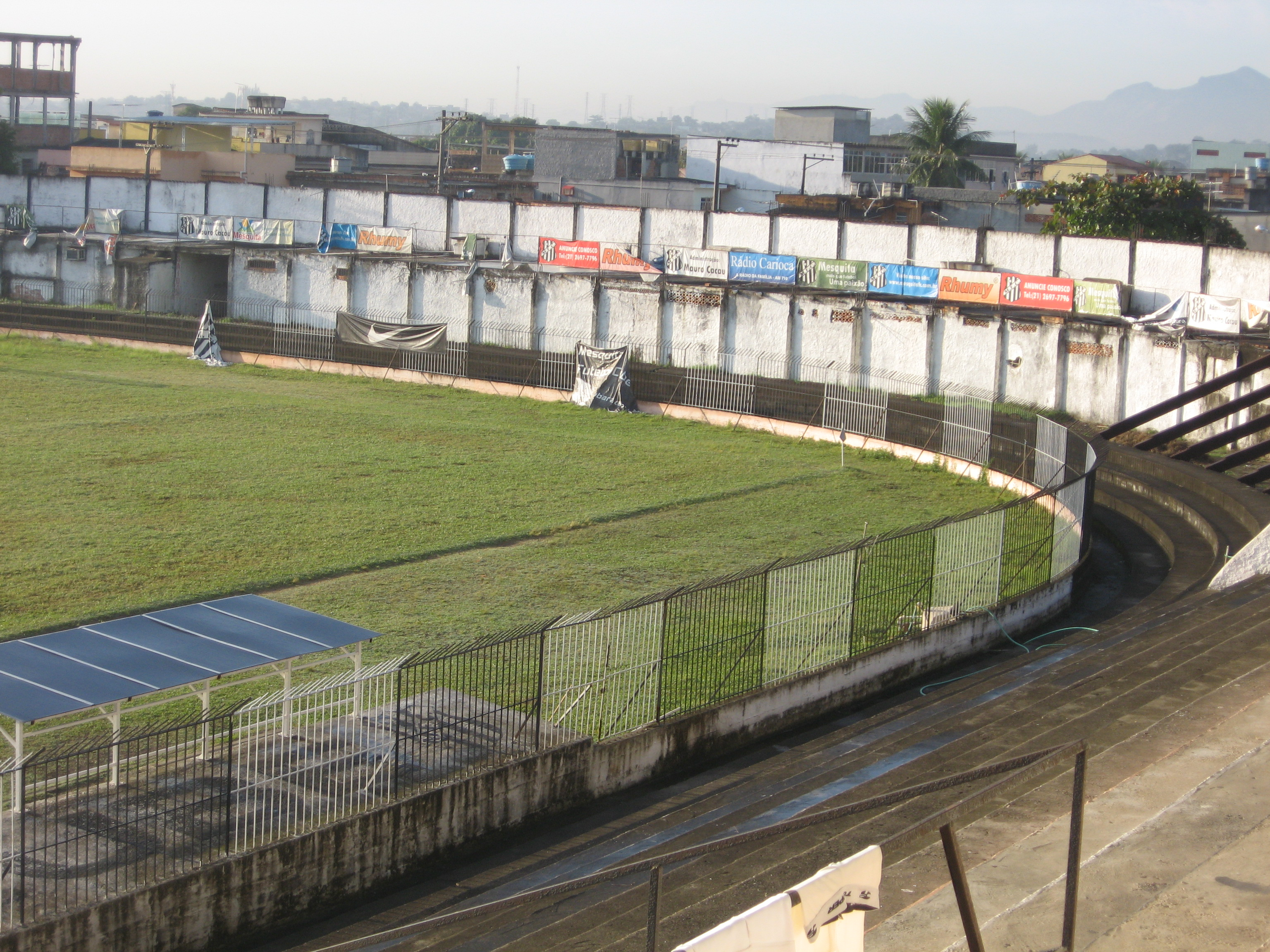
O Louzadão, casa do Mesquita Futebol Clube.

O principal esporte praticado em Mesquita é o futebol. Os principais clubes de futebol da cidade são o Mesquita Futebol Clube e a Associação Atlética Volantes, que disputam o Campeonato Carioca.
O município também abriga dois estádios: o Estádio Niélsen Louzada e o Estádio Giulite Coutinho, este último também conhecido como Estádio de Edson Passos, mas que ficaria no bairro Cosmorama e não em Edson Passos, discussão corrente entre os habitantes e torcedores sobre o nome da localidade onde fica situado o estádio do America Football Club.

## Comunicações
Mesquita tem em circulação muitos meios de comunicação, todos vindos da capital, com exceção do Notícias de Mesquita, Jornal Hora H,Conecta Baixada, Mesquita Informe e Mesquita Online.

## Ambiente

### Grupamento Ambiental de Mesquita (GAM)

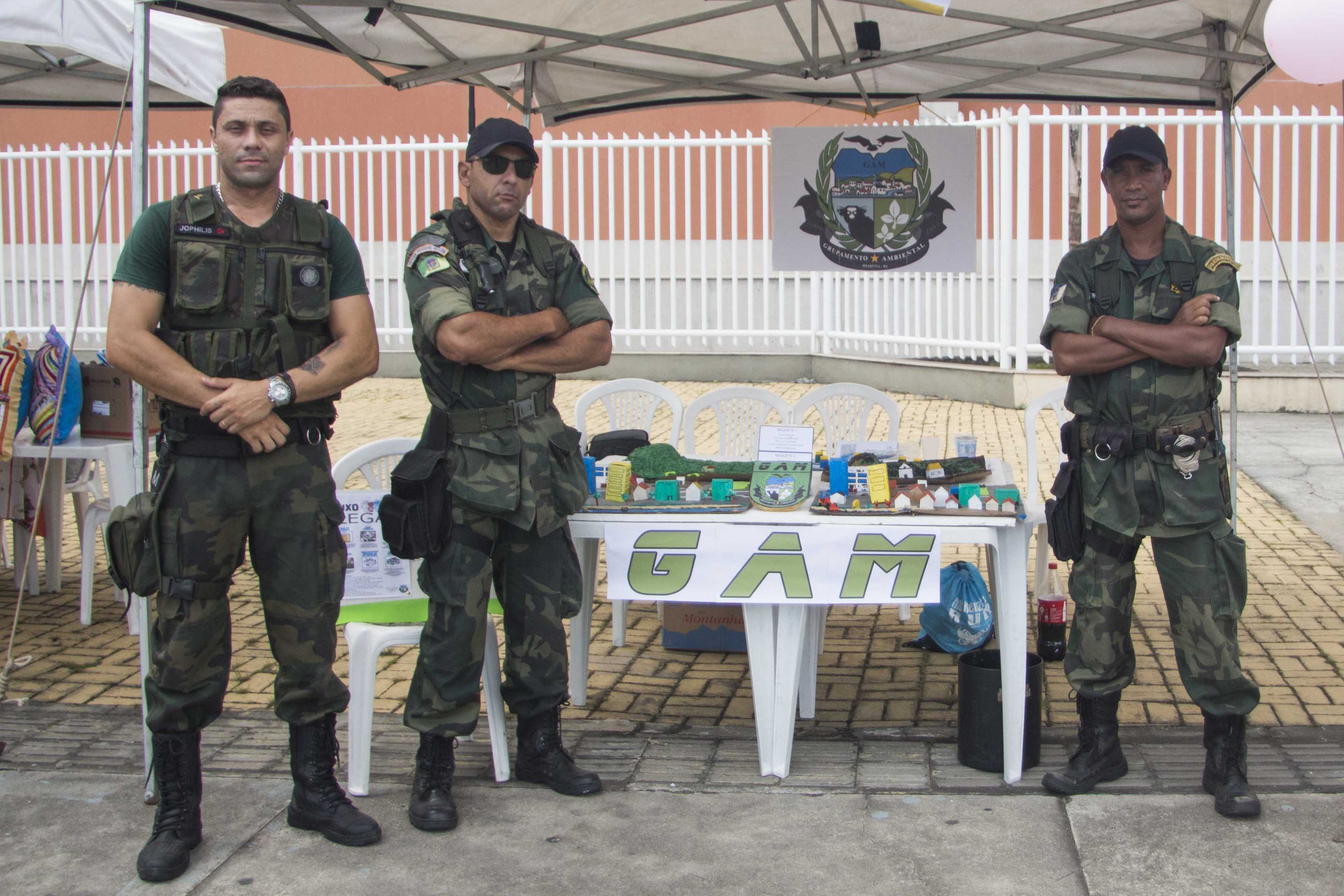
Grupamento Ambiental de Mesquita

O Grupamento Ambiental de Mesquita (GAM) fiscaliza o município combatendo crimes ambientais e orientando a educação ambiental aos munícipes. O Grupamento Ambiental é subordinado à Secretaria de Segurança e Ordem Pública e Cidadania (SEMSOP) e presta apoio à Secretaria de Meio Ambiente e Urbanismo (SEMMURB).